# Podział administracyjny Bahamów

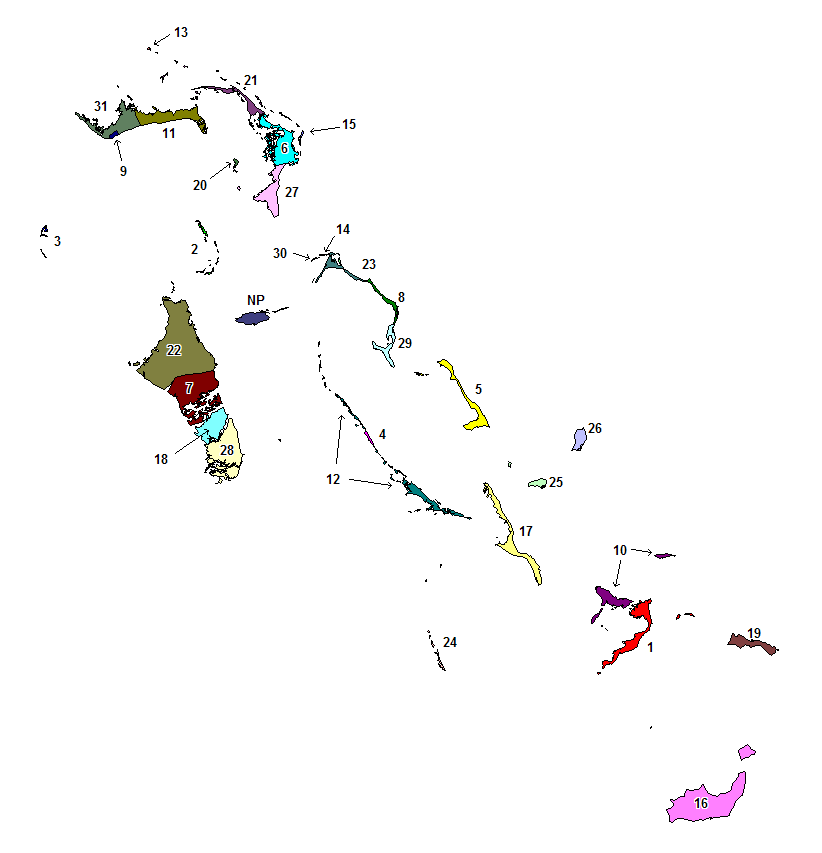
Mapa przedstawiająca dystrykty Bahamów

Bahamy są podzielone na 31 dystryktów:
1. Acklins
2. Berry Islands
3. Bimini
4. Black Point
5. Cat Island
6. Central Abaco
7. Central Andros
8. Central Eleuthera
9. City of Freeport
10. Crooked Island
11. East Grand Bahama
12. Exuma
13. Grand Cay
14. Harbour Island
15. Hope Town
16. Inagua
17. Long Island
18. Mangrove Cay
19. Mayaguana
20. Moore's Island
21. North Abaco
22. North Andros
23. North Eleuthera
24. Ragged Island
25. Rum Cay
26. San Salvador
27. South Abaco
28. South Andros
29. South Eleuthera
30. Spanish Wells
31. West Grand Bahama